# 섭향고
섭향고(葉向高, 1559~1627)는 자(字)는 진경(進卿), 호(號)는 태산(台山), 만호(晚號)는 복려산인(福廬山人)이다. 복건성(福建省) 복주부(福州府) 복청현(福淸縣) 출신이다. 명(明)의 관료이다. 만력(萬曆) 11년(1583) 진사(進士)가 되었다. 만력 연간과 천계(天啓) 연간까지 관에 있으면서 내각수보(內閣首輔)에까지 올랐다.

## 생애
조부는 섭광빈(葉廣彬), 부친은 섭조영(葉朝榮)이다. 모친 임부인(林夫人)이 섭향고를 품었을 때에 왜구의 침입을 당하여, 사방으로 피난을 다녔을 때였고, 섭향고는 길가 변소(廁所) 옆에서 태어났기에 어렸을 적 이름이 '측자(廁仔)'였다. 임부인은 섭향고가 어렸을 때에 왜구의 침략으로 인해 남들은 아이들을 버리고 달아났지만 임부인은 차마 그러지 못하였고 결국 섭향고는 운 좋게 살아남았다고 회상하였다. 섭향고는 5살 때에 트이기 시작하여 매우 총명하였고 신동이라 칭하였으며 7살에는 정식으로 글을 읽기 시작하였다. 융경(隆慶) 원년(1567) "군국 늠생들을 선발하여 태학에 입학(詔選郡國廪生入太學)"시키면서 섭향고 역시 태학생에 선발된 부친 섭조영을 따라 북경으로 갔다.
융경 3년(1569) 섭조영은 과거에 낙방하였고 섭향고는 부친을 따라 귀향하여 복주(福州)에서 공부하였다. 융경 5년(1571) 섭향고는 처음으로 현시(縣試)에 참여하여 칭찬을 받았다. 만력(萬曆) 7년(1579) 향시(鄕試)에 합격하였다. 만력 11년(1583) 거인 시험에 합격하였다. 만력 11년 계미과(癸未科) 진사(進士)가 되어 서길사(庶吉士)에 제수되었다. 만력 13년(1585) 한림원편수(翰林院編修)가 되었다. 만력 14년(1586) 5월, 부친의 사망으로 섭향고는 귀향하여 3년상을 치뤘다. 만력 18년(1590) 복직하였으나 곧이어 모친이 병사하였고, 다음 해 봄에 귀향하여 상을 치뤘다.
만력 22년(1594) 섭향고는 북경으로 돌아가서 관직에 올랐고 국자감(國子監) 사업(司業)을 맡았고 국자감 사생의 총애를 받았다. 2년 후 방종철(方從哲)이 섭향고의 국자감사업직을 이어받았다. 만력 25년(1597) 섭향고는 우유덕(右諭德)으로 승진하였고 다음해 좌서자(左庶子)가 되었다. 당시 태자 주상락(朱常洛)은 강관(講官)이 없었고 곽정역(郭正域)과 장위(張位)는 섭향고를 추천하였으나, 심일관(沈一貫)은 복건 사람은 강관이 될 수 없다고 반대하였다. 그러나 이윽고 수보대학사(首輔大學士) 조지고(趙志臯)는 섭향고가 태자 시반관(侍班官)을 맡아야 한다고 직접 주청하였고, 태자에게 대구, 서법, 글자뜻 등을 강해하였다. 태자는 섭향고의 강해를 매우 좋아했지만, 심일관은 이로 인해 섭향고에게 불만을 가졌다.

### 남경에서의 관직 생활
만력 24년(1596)부터 재정 수입을 증가시키기 위하여, 만력제(萬曆帝)는 지속적으로 태감(太監)을 광감(礦監), 세사(稅使), 세감(稅監) 등의 이름으로 각지에 파견하였고, 이들은 '광산을 채굴하고 세금을 징수(開礦榷稅)'하였다. 이는 상공업 집단에 해를 끼쳤으며, 파견한 세사들이 수탈하면서 횡포를 부렸고, 많은 민변을 불러일으켰다. 섭향고는 광세(礦稅) 문제에 주목하였고, 한(漢) 영제(靈帝)가 서저(西邸)를 열고 매관(賣官)하여 돈을 구한 예를 들어 광세를 반대하였으며, 민변을 일으킨 요동(遼東) 세감 고회(高准)의 파면을 건의하였다.
만력27년(1599), 섭향고는 남경(南京) 선교에 종사한 예수회(Jesuit) 선교사 마테오 리치(Mateo Ricci, 중문명 利瑪竇)와 교류하였다. 후에 내각(內閣)에 입각하였고, 짬을 내어 리치를 만났다. 만력38년(1610) 리치가 사망한 후 섭향고는 슬퍼하면서 리치에게 매장지를 제공하면서, '그 다른 것은 잠시 논하지 않기로 하면서, 그가 번역한 『기하원본(幾何原本)』 한 권은 황제께서 장지에 하사해야 하신다(姑勿論其他, 卽其所譯『幾何原本』一書, 卽宜欽賜葬地矣)'라고 하였다.
만력32년(1604), 제2차 요서안(第二次妖書案)이 발생하면서, 내각대신 사이에 파벌 다툼이 시작되었다. 섭향고는 내각수보(內閣首輔) 심일관(沈一貫)에게 사적인 서신을 보내면서, 요술안을 빌미로 대옥(大獄)을 일으켜 무고한 이들을 죽이지 말 것을 요청했지만, 심일관의 불만을 일으켜서 억압을 받았고, 남경예부상서(南京禮部尙書) 승진이 이뤄지지 못했다.

### 7년 간의 독상(獨相) 생활
만력34년(1606), 내각수보 심일관과 차보(次輔) 심리(沈鲤)가 사직하였고, 내각에서는 주갱(朱賡) 한 사람만 남게 되었다. 만력제는 각신(閣臣)을 더 선발할 것을 지시하였다. 다음해인 만력35년(1607) 5월, 섭향고는 예부상서(禮部尙書) 겸 동각대학사(東閣大學士)에 올랐다. 따라서 원래 섭향고, 왕석작(王錫爵), 우신행(于愼行), 이정기(李廷機) 4명이 새로 입각(入閣)하여, 주갱과 함께 대학사 5인 체제여야 했다. 그러나 왕석작은 사직 후 관직에 나오지 않았고, 우신행은 임관하지 못한 채 사망하였으며, 주갱은 다음해인 만력36년(1608)에 병사하였고, 이정기는 언관(言官)의 공격을 받고 있어 병을 핑계로 두문불출하고 있었다. 이러한 상황에서 5인 내각대학사 체제가 되어야 할 것이 섭향고 1인 체제로 변질되었고, 섭향고 혼자 정무를 처리해야 했다. 섭향고 역시 자연스레 '독상(獨相, 재상 1인)' 생활을 시작할 수 밖에 없었다.
6년 여 내각 생활 중, 섭향고는 행정 기본 운영을 유지하면서도 만력제와 언관들의 갈등을 조절하고, 한편으로는 부단히 상주문을 올려 다음의 두 가지 문제를 해결하고자 하였다.
1. 지방에서 반대가 극심해지고 있던 광세(礦稅)에 대하여 징수할 것을 강력히 반대하였고, 최소 민생을 크게 뒤흔드는 광감(礦監)들을 속히 수사하여 민변을 가라앉힐 것.

2. 만력태정(萬曆怠政)이 가져온 각신과 육부(六部) 관료들의 잇다른 사직, 그리고 고핵(考核, 인사 고과)을 마친 관원들이 승진할 수 없는 것으로 인한 관원 결핍 현상에 대하여, 유능한 관원을 선발하여 입각시켜 행정 명령 집행을 보증할 것.
섭향고가 말한 '대신이란 소신의 강상이다. 이제 육경(六卿)이 조환(趙煥) 한 사람에 그치고 있으나 도어사(都御史)는 10년동안 보임(補任)되지 않고 있으니 제어함에 있어 사람이 없으니 인심은 어떻게 통제할 것인가?(大臣者, 小臣之綱. 今六卿止趙煥一人, 而都御史十年不補, 彈壓無人, 人心何由戢)'라는 것과 같다. 그러나 섭향고가 상주한 기본은 모두 만력제의 답변을 받지 못하였고, '그 말은 격식에 크게 저촉되어 사용할 수 없으니, 구제하여 바로잡을 수 있는 것은 열에 2~3에 불과하다(然其言大抵格不用，所救正十二三而已)'고 평가되었다.

### 복왕취번(福王就藩) 사건
만력제는 줄곧 정황귀비(鄭皇貴妃, 훗날 효녕태황태후孝寧太皇太后)의 아들 주상순(朱常洵)을 총애하였으나, 여러 방면에서의 압력으로 인하여 간신히 장자 주상락(朱常洛)을 태자(太子)로 삼고 주상순을 복왕(福王)으로 삼았다. 그러나 만력제는 복왕을 오랜 기간 동안 북경에 머물게 하고 5년 동안 태자에게 강관(講官)을 보내지 않아, 조야에서 논의가 분분하였다. 만력40년(1612) 남경 각 도어사(道御史)들이 상주하여, '대성(臺省, 감찰기관인 도찰원都察院)이 비어 모든 업무가 중지되었으나 황상은 20여 년 깊은 곳에 거처하시며 대신들을 한 번도 접하시지 않았으니, 천하에 장차 침울한 근심이 있을 것이다(臺省空虛, 諸務廢墮, 上深居二十餘年, 未嘗一接見大臣, 天下將有陸沈之憂)'라고 하였다. 섭향고도 '천안(天顔, 황제의 얼굴)을 못 뵌 지 오래이나, 복왕은 하루에도 두 번 알현한다(不奉天顔久, 而福王一日兩見)'고 하였다. 군신들의 간청에 만력제는 복왕을 취번(就藩, 태자 이외의 황제의 아들이 번왕藩王으로 봉해진 후 봉지로 가는 것)하여 낙양(洛陽)으로 가는데 동의하였다. 그러나 다시 복왕에게 장전(莊田) 4만무(畝)를 줘야 한다고 만력제가 제기하면서, 간신히 복왕의 취번을 윤허하였다. 섭향고는 '장전 4만 경(頃)(즉 4백만 무)으로도 만족하실 수 없을 터이며 번국(藩國)으로 간 것도 얼마 안 되니, 황상의 성지도 천하에 믿음을 줄 수 없을 것이다(田四萬頃, 必不能足, 之國且無日，明旨又不信于天下矣)'고 하였다. 그러면서 섭향고는 가정제(嘉靖帝)가 태자를 세우지 않아 만력제의 부친 목종(穆宗) 융경제(隆慶帝) 주재원(朱載坖)과 경왕(景王) 주재천(朱載圳)이 서로 시기한 사례를 들어 설득하였다.
만력제가 결정을 내리지 못하였을 때, 금의위(錦衣衛) 백호(百戶) 왕일건(王曰乾)이 정귀비의 내시(內侍)와 요인(妖人)이 내통하여 효정황태후(孝定皇太后)와 아들 황태자 주상락이 죽으라고 저주하면서 복왕을 옹립하는 사건이 발생하였다. 만력제는 진노하였는데, 사서에는 '전각 주변을 반나절 돌면서 보니 이것이 큰 일이라고 하는데, 재상은 어째서 말이 없는가?(繞殿行半日, 曰, 此大變事, 宰相何無言)'라고 하였다. 내시는 무릎 꿇고 섭향고의 상주문을 바쳤고, 섭향고는 이 일과 요서안(妖書案)이 유사하며, 만약 크게 심문을 열면 대란이 일어날 것이니 황제는 당황하지 말며, 왕일건을 심문하게 하고 또한 복왕취번 날짜를 확고히 하면 된다고 말하였다. 만력제는 이때 섭향고의 의견을 전격 받아들여 복왕취번 일자를 확정하였다. 그러나 이윽고 정귀비의 영향으로 다시 한번 복왕을 둘째 해의 겨울까지 남겨둔다는 지시를 손으로 쓴 수유(手諭)를 섭향고에게 내렸으나, 섭향고는 유지를 남겨둔 채 공개하지 않았다. 만력제는 환관을 파견하여 섭향고가 유를 내릴 것을 재촉하였으나, 도리어 섭향고는 수유(手諭)를 돌려주면서 명을 따르지 않겠다고 거부하였고, 만력제는 할 수 없이 복왕이 제시간에 취번하는 것에 동의할 수 밖에 없었다.
당쟁이 점차 격렬해지면서, 섭향고가 제기한 건의는 만력제가 받아들이지 않았고, 섭향고는 스스로 무력함을 느끼고 방종철(方從哲)과 오도남(吳道南)을 추천하였고, 이후 섭향고는 사직을 여러 차례 상소하였지만 만력제는 다시 윤허하지 않았으며, 섭향고는 힘써 국면을 유지할 수 밖에 없었다. 그렇게 만력42년(1614)에 이르러서야 만력제는 섭향고를 소사겸태자태사(少師兼太子太師)로 승진시켰지만, 사직하였다. 집에서 한거한 섭향고는 일본(日本)에 대하여 매우 경계하였다. 만력44년(1616) 서신을 작성하여 오랜 친구 심유용(沈有容)을 추천하였고, 이후 몇 년 동안 줄곧 일본이 대만(臺灣)을 점거할 것을 우려하였다.

### 수보 복직에서 두 번째 사직까지
광종(光宗) 태창제(泰昌帝) 즉위년인 태창(泰昌) 원년(1620), 사가에 머문 지 6년 째인 섭향고는 재차 소환되어 내각에 들어갔으나, 출발 전에 태창제가 사망하면서 즉위한 희종(熹宗) 천계제(天啓帝)가 섭향고의 입조를 재촉하였다. 천계 원년(1621) 10월, 섭향고는 다시 내각수보에 올랐으며, 내탕(內帑) 200만량을 내어 요동(遼東) 방어를 강화할 것을 청하였고, 천계제는 준허하였다. 오래지 않아 위충현(魏忠賢)은 사례감(司禮監)이 되어 훌륭한 인물로 우러름 받던 이부상서(吏部尙書) 주가모(周嘉謨)를 내쫓으면서 대학사 류일경(劉一燝)이 귀향을 청하였고, 섭향고는 류일경을 위해 불평하였고, 위충현이 섭향고에게 앙심을 품기 시작했다. 그리하여 섭향고는 정직한 언관들을 계속 비호하였고, 사중(師衆)과 진량훈(陳良訓) 등이 이 가운데에서 난을 면하였다. 그러나 왕화정(王化貞)과 웅정필(熊廷弼)이 요동 방어에 대한 쟁론 가운데, 섭향고는 왕화정의 좌사(坐師, 과거 시험의 감독관으로서 진사 합격자와 연을 맺은 인물, 좌주座主)였기에, 왕화정을 비호하였고 이는 왕화정과 웅정필의 불화를 자아냈다.
천계4년(1624) 위당(魏黨) 혹은 엄당(閹黨) 세력이 날로 성해지자, 동림당(東林黨)을 강력하게 박해하였다. 위당 왕소휘(王紹徽)는 『동림점장록(東林點將錄)』을 만들었다. 이는 위충현 일당이 동림당을 핍박하기 위하여, 동림당 주요 인사 108명을 소설 『수호전(水滸傳)』의 주인공이자 양산박(梁山泊)에 모여 세력을 이룬 108명의 협객들에게 빗대고 이를 목록으로 만든 것이다. 섭향고는 이로 인해 조정에서의 청류(淸流)의 대표로 꼽혔고 동림당 수괴(首魁)로 몰렸다. 섭향고는 양산박의 총두령인 '급시우(及時雨) 송강(宋江)'에 빗대어졌다. 6월 양련(楊漣)은 상주를 올려 위충현을 탄핵하였다. 섭향고는 위충현이 쉽게 제거되지 못할 것이라 보고 계속해서 타협적인 자세를 보였다. 섭향고의 외손자이자 어사(御史) 임여저(林汝翥)는 위충현의 수하를 채찍질하였고, 위충현은 대노하여 임여저를 체포하려 하였다. 임여저는 먼저 이 사실을 알고 준화(遵化)로 도주하였다. 위충현은 사람을 파견하여 섭향고의 택원(宅院, 사저)을 포위하고 대대적으로 수색하였으며, 많은 환관들을 파견하여 섭향고의 부저(府邸, 관저)를 포위하고 소동을 피우면서 '환관이 각신의 저택을 포위한 것은 (명 건국) 200년 동안 없었다(中官圍閣臣第, 二百年來所無)'고 평해졌다. 섭향고는 조정에서 할 수 없는 일임을 알고 마침내 20여 차례 사직을 청하였으며, 같은 해 7월 사임하였다.
천계7년(1627) 4~5월 사이, 섭향고, 조학전(曹學佺), 이탈리아 선교사 알레니(Giulio Aleni, 중문명 艾儒略) 3인은 2일 간의 토론을 하였다. 섭향고와 조학전은 유학자의 입장에 있었고 천주교라는 외래 신앙에 의문을 제기하자, 알레니는 하나하나 답하였다. 이를 '삼산논학(三山論學)'이라 한다. 6월, 섭향고는 고향으로 돌아갔으며 8월 29일 향년 69세로 병사하였다. 숭정(崇禎) 원년(1628) 숭정제(崇禎帝)가 즉위하면서 위충현을 처형한 후 섭향고를 태사(太師)로 추증하고 문충(文忠)이라는 시호를 내렸다.

## 성취 및 저작
섭향고는 서법에 능하였고 특히 초서(草書)를 잘 썼다. 저작은 풍부하여 『윤비주초(綸扉奏草)』30권, 『속윤비주초(續綸扉奏草)』14권, 『광종실록(光宗實錄)』8권, 『거편(蘧編)』20권, 『윤비주초(綸扉奏草)』10권, 『후윤비주초(後綸扉奏草)』10권, 『창하초(蒼霞草)』20권, 『창하속초(蒼霞續草)』22권, 『창하여초(蒼霞餘草)』14권, 『창하시초(蒼霞詩草)』8권, 『설류(說類)』60권, 『참보고금대방시경대전(參補古今大方詩經大全)』14권, 『옥당강금(玉堂綱鑑)』72권, 『복청현지(福淸縣志)』4권, 『궁사(宮詞)』4권, 『복려영암지(福廬靈巖志)』3권이 있다.

## 유적
현재 복주(福州) 주자방(朱紫坊)에는 섭향고고거(葉向高故居)가 있다. 복청시(福淸市)는 섭상택(葉相宅)을 보존하고 있는데, 향고가(向高街)에 있으나, 현재는 후화원(後花園)만 보존되어 있다. '산지처럼 꾸미고 정자에 다리를 연결한(假山池橋亭榭)' 구조와 구상으로 명대 원림(園林) 걸작이며, 90년대 후기 대면적으로 후벽(後辟)을 개조하여 공원으로 꾸미면서 옛 모습을 잃었다. 또한 '황각중륜(黃閣重倫, 재상을 두 번 했다는 뜻)'이라는 패방을 내려 섭향고가 두 차례 입각하여 수보가 된 것을 표양했다. 이 패방 근처에 또 다시 모든 돌이 새겨진 이교탑(利橋塔)이 있다. 보석이 6면을 둘러싸고 겹처마로 7층을 이루며, 높이는 30미터를 넘는 걸작이다. 섭향고의 아들이 만든 것으로 전하며, 진귀한 명대 석탑 건축으로 꼽힌다. 복청 후엽촌(後葉村)에도 섭향고고거가 있으며 안에는 많은 편액이 걸려 있으며 현재는 섭씨종사(葉氏宗祠)로 사용되고 있다.

## 가족
- 조부 섭광빈(葉廣彬, 1491-1572) : 자(字) 대의(大宜) 혹은 대익(大益), 호(號) 월창(月窓), 월암(月庵). 중년에 상처하고 후처를 들이지 않았다.[5][6]

- 부친 섭조영(葉朝榮, 1515－1586) : 자(字) 양시(良時), 호(號) 계산(桂山). 섭광빈의 독자. 광서(廣西) 양리주(養利州) 지주(知州)까지 올랐는데 청렴했다고 한다.[5][6]

- 첫째동생 섭향량(葉向亮), 둘째동생 섭향영(葉向永) 셋째동생 섭향형(葉向亨), 여형제 2명 있음[5][6]

- 장남 섭성학(葉成學, 1578－1614) : 자(字) 여습(汝習), 상보사승(尙寶司丞)에 올랐다.[7]